# روجر هوفر
روجر هوفر (بالإنجليزية: Roger Hoover)‏ هو مغن مؤلف ومغني أمريكي، ولد في 7 ديسمبر 1978 في سانت بيترسبرغ في الولايات المتحدة.

## وصلات خارجية
- روجر هوفر على موقع ميوزك برينز (الإنجليزية)

- الموقع الرسمي